# کنگو (آلاباما)
کنگو (به انگلیسی: Congo) یک منطقهٔ مسکونی در ایالات متحده آمریکا است که در شهرستان چروکی، آلاباما واقع شده‌است. کنگو ۲۰۲٫۰۸ متر بالاتر از سطح دریا قرار دارد.